# Tour de França de 1976
L'edició del Tour de França de 1976, 63a edició de la cursa francesa, es disputà entre el 24 de juny i el 18 de juliol de 1976, amb un recorregut de 4.017 km distribuïts en un pròleg i 22 etapes, 2 d'elles amb dos sectors, i una amb tres.
Hi van prendre part 130 ciclistes repartits entre 13 equips de 10 corredors, dels quals 87 arribaren a París, destacant l'equip Gan-Mercier que arribà al complet al final de la cursa.
En aquesta edició no hi va prendre part el gran dominador del ciclisme del moment, el belga Eddy Merckx. El vencedor de l'edició anterior, Bernard Thévenet, es va veure obligat a abandonar en el transcurs de la 19a etapa, sent el vencedor final el belga Lucien van Impe.
Freddy Maertens guanyà 8 etapes durant aquesta edició, a més del mallot verd de la classificació per punts.

## Resultats

### Classificació general
| Classificació General                 | Classificació General | Classificació General | Classificació General |
| ------------------------------------- | --------------------- | --------------------- | --------------------- |
| 1.                                    | Lucien van Impe       | Bèlgica               | 116h 22' 23"          |
| 2.                                    | Joop Zoetemelk        | Països Baixos         | + 4' 14"              |
| 3.                                    | Raymond Poulidor      | França                | + 12' 08"             |
| 4.                                    | Raymond Delisle       | França                | + 12' 17"             |
| 5.                                    | Walter Riccomi        | Itàlia                | + 12' 39"             |
| 6.                                    | Francisco Galdós      | Espanya               | + 14' 50"             |
| 7.                                    | Michel Pollentier     | Bèlgica               | + 14' 59"             |
| 8.                                    | Freddy Maertens       | Bèlgica               | + 16' 09"             |
| 9.                                    | Fausto Bertoglio      | Itàlia                | + 16' 36"             |
| 10.                                   | Vicente López Carril  | Espanya               | + 19' 28"             |
| 130 participats, 86 acabaren la cursa |                       |                       |                       |

### Gran Premi de la Muntanya
| 1r | Giancarlo Bellini | 170 pts |
| 2n | Lucien van Impe   | 169 pts |
| 3r | Joop Zoetemelk    | 119 pts |

### Classificació de la Regularitat
| 1r | Freddy Maertens   | 293 pts |
| 2n | Pierino Gavazzi   | 140 pts |
| 3r | Jacques Esclassan | 128 pts |

### Classificació per equips
| 1r | KAS |

### Altres classificacions
| Millor Jove   | Enrique Martínez Heredia |
| Metes Volants | Robert Mintkiewicz       |
| Combativitat  | Raymond Delisle          |

### Etapes
| Etapa   | Data         | Recorregut                                    | km        | Guanyador          | Líder           |
| Pròleg  | 24 de juny   | Saint-Jean-de-Monts                           | 8 (CRI)   | Freddy Maertens    | Freddy Maertens |
| 1ª      | 25 de juny   | Saint-Jean-de-Monts-Angers                    | 173       | Freddy Maertens    | Freddy Maertens |
| 2ª      | 26 de juny   | Angers-Caen                                   | 236,5     | Giovanni Battaglin | Freddy Maertens |
| 3ª      | 27 de juny   | Le Touquet-Paris-Plage-Le Touquet-Paris-Plage | 37 (CRI)  | Freddy Maertens    | Freddy Maertens |
| 4ª      | 28 de juny   | Le Touquet-Bornem                             | 258       | Hennie Kuiper      | Freddy Maertens |
| 5ª (1)  | 29 de juny   | Lovaina-Lovaina                               | 4,3 (CRE) | Ti-Raleigh         | Freddy Maertens |
| 5ª (2)  | 29 de juny   | Lovaina-Verviers                              | 144       | Miguel María Lasa  | Freddy Maertens |
| 6ª      | 30 de juny   | Bastogne-Nancy                                | 209       | Aldo Parecchini    | Freddy Maertens |
| 7ª      | 1 de juliol  | Nancy-Mülhausen                               | 205,5     | Freddy Maertens    | Freddy Maertens |
| 8ª      | 3 de juliol  | Valentigney-Divonne-les-Bains                 | 220,5     | Jacques Esclassan  | Freddy Maertens |
| 9ª      | 4 de juliol  | Divonne-les-Bains-Aup d'Uès                   | 258       | Joop Zoetemelk     | Lucien Van Impe |
| 10ª     | 5 de juliol  | Le Bourg-d'Oisans-Montgenèvre                 | 166       | Joop Zoetemelk     | Lucien Van Impe |
| 11ª     | 6 de juliol  | Montgenèvre-Manosque                          | 224       | José Luis Viejo    | Lucien Van Impe |
| 12ª     | 8 de juliol  | El Barcarès-Pyrénées 2000                     | 205,5     | Raymond Delisle    | Raymond Delisle |
| 13ª     | 9 de juliol  | Font-Romeu-Saint-Gaudens                      | 188       | Willy Teirlinck    | Raymond Delisle |
| 14ª     | 10 de juliol | Saint-Gaudens-Saint-Lary-Soulan               | 139       | Lucien Van Impe    | Lucien Van Impe |
| 15ª     | 11 de juliol | Saint-Lary-Soulan-Pau                         | 195       | Wladimiro Panizza  | Lucien Van Impe |
| 16ª     | 12 de juliol | Pau-Fleurance                                 | 152       | Michel Pollentier  | Lucien Van Impe |
| 17ª     | 13 de juliol | Fleurance-Auch                                | 39 (CRI)  | Ferdinand Bracke   | Lucien Van Impe |
| 18ª (1) | 14 de juliol | Auch-Langon                                   | 86        | Freddy Maertens    | Lucien Van Impe |
| 18ª (2) | 14 de juliol | Langon-Lacanau-Océan                          | 123       | Freddy Maertens    | Lucien Van Impe |
| 18ª (3) | 14 de juliol | Lacanau-Océan-Bordeus                         | 70,5      | Gerben Karstens    | Lucien Van Impe |
| 19ª     | 15 de juliol | Sainte-Foy-la-Grande-Tulle                    | 219,5     | Hubert Mathis      | Lucien Van Impe |
| 20ª     | 16 de juliol | Tulle-Puy de Dôme                             | 220       | Joop Zoetemelk     | Lucien Van Impe |
| 21ª     | 17 de juliol | Montargis-Versalles                           | 145,5     | Freddy Maertens    | Lucien Van Impe |
| 22ª (1) | 18 de juliol | París-París                                   | 6 (CRI)   | Freddy Maertens    | Lucien Van Impe |
| 22ª (2) | 18 de juliol | París-París                                   | 91        | Gerben Karstens    | Lucien Van Impe |